# Helen Douglas Smith
Pour les articles homonymes, voir Helen Smith et Smith.
Helen Douglas Smith (10 juillet 1886-3 juillet 1955) est une femme politique canadienne de la Colombie-Britannique. Elle est députée provinciale libérale de la circonscription britanno-colombienne de Vancouver-Burrard de 1933 à 1941,.